# 血栓闭塞性脉管炎
血栓闭塞性脉管炎（Thromboangiitis obliterans，TAO），又称为Buerger病（Buerger's disease）是一种以中小动静脉节段性、非化脓性炎症和动脉腔内血栓形成为特征的慢性进行性闭塞性疾病。主要侵袭四肢，特别是下肢的中小动静脉，进而导致患肢远端的缺血性病变。血栓闭塞性脉管炎多发于男性青壮年，大部分有吸烟史，在亚洲的中东、东南亚和远东以及东欧地区比较多见。

## 历史
血栓闭塞性脉管炎在18世纪以前曾被称为“自发性坏疽”，18世纪开始，一些学者经过研究发现“自发性坏疽”和动脉病变有关。1876年，德国病理学家Carl Friedländer提出肢体坏疽时动脉内膜和内膜间质细胞增生导致动脉闭塞的结果。1879年，奥地利医生Felix von Winiwarter第一个报导该疾病，认为这是一个区别于肢体动脉硬化闭塞症的独立疾病，并称之为“动脉和静脉内膜炎”，在此后一段时间，血栓闭塞性脉管炎也被称为Von Winiwarter病。1908年，美国医生Leo Buerger对11例截肢血管进行病理学研究，第一个对疾病进行准确的描述。1924年，Buerger通过深入的研究发现这类患者的共同特征，并正式将疾病命名为血栓闭塞性脉管炎，此后该病也被称为Buerger病。

## 病因
血栓闭塞性脉管炎的病因目前仍不完全阐明，但大量研究资料表明，吸烟与血栓闭塞性脉管炎的发生和发展密切相关。绝大多数患者有长期、大量吸烟的嗜好。对烟碱的过敏反应，使血管收缩，加上血液内一氧化碳血红蛋白含量增高可以引起血管内膜的炎症，继发血栓形成。
另一种观点认为血栓闭塞性脉管炎的发生是由于免疫异常所致，认为它是一种自體免疫性疾病。此外，遗传因素、寒冷刺激、外伤和拟交感神经药物的滥用等因素也可能导致血栓闭塞性脉管炎的发生。

## 临床表现
血栓闭塞性脉管炎多见于男性吸烟者。一般起病于40-55岁，按照病程的进展和病情的轻重，临床可以分为三期：
- 第一期：局部缺血期。主要表现为患肢苍白、发凉、酸胀乏力和感觉异常，出现轻度间歇性跛行，也可能反复出现游走性浅静脉炎症状，表浅静脉发红，呈条索状，并有压痛。
- 第二期：营养障碍期。主要表现为间歇性跛行距离缩短，患者在静息状态出现持续的患肢疼痛，夜间剧烈。患肢皮肤温度明显下降，出现苍白、潮红甚至发绀，并伴有营养障碍如干燥、脱屑、脱毛和指/趾甲增厚变形、肌肉萎缩等。
- 第三期：组织坏死期。为病情的晚期，主要表现是患肢肢端的发黑、干瘪、出现溃疡甚至干性坏疽。此时患者的静息痛明显，如同时并发感染，干性坏疽可转为湿性坏疽，严重者可以出现中毒症状而危及生命[8]。

## 诊断
由于明确血栓闭塞性脉管炎诊断需要排除很多条件，所以目前世界上对它的诊断标准不统一。下面列出目前普遍遵循的一些诊断标准，但具体操作仍然因人而异。
Shinoya在1998年提出的临床诊断标准认为血栓闭塞性脉管炎的诊断必须满足以下所有5项标准：
1. 有吸烟史；
2. 50岁以前发病；
3. 腘动脉以下闭塞性病变；
4. 常有游走性静脉炎；
5. 除吸烟外无动脉粥样硬化的危险因素。

Olin在2000年提出的诊断标准认为满足以下条件的方可诊断为血栓闭塞性脉管炎：
1. 年龄小于45岁；
2. 现在或者最近有吸烟史；
3. 远端肢体缺血（表现为跛行、静息痛、缺血性溃疡或者坏疽，而且是用无创性血管试验记录到的）；
4. 排除自體免疫性疾病、高凝状态和糖尿病；
5. 通过超声心动图检查或者动脉造影排除近端来源的血栓；
6. 与临床上受累或者未受累的肢体血管造影结果相一致；

由于Olin的标准考虑到了多种辅助检查手段的结果，在临床上相对实用。患肢动脉造影是诊断血栓闭塞性脉管炎的关键检查手段。典型的血管造影可见位于膝盖或者肘以远的部位中小血管受累，受累动脉跳跃性损害，呈多发性、节段件阻塞；出现螺旋状的伴行侧支血管，直接与已形成血栓的血管相连。组织病理学检查是最后的确诊手段。
血栓闭塞性脉管炎经常会和其他引起四肢血流量减少的疾病如动脉粥样硬化（胆固醇斑块在动脉内积聚）、心内膜炎、其他类型的血管炎、严重雷诺综合征以及结缔组织病（狼疮或硬皮病）等相混淆，因此必须进行明确的鉴别诊断，因为血栓闭塞性脉管炎和上述疾病的治疗方法不同，目前并没有明确有效的治疗方法。

## 治疗
戒烟是控制血栓闭塞性脉管炎的进展，防止截肢的根本途径，但戒烟不能停止疾病的进展。而且有研究发现，即使患者使用无烟烟草代替常规的香烟，仍不能阻止血栓闭塞性脉管炎的发展，最后导致患者截肢。
手术治疗主要是针对血栓闭塞性脉管炎导致的四肢血流量减少所出现的一系列症状，利用手术增加四肢的血流灌注。常见的有血管旁路动脉重建术、交感神经节切除术、大网膜移植术、分期动静脉转流术、血管内膜剥脱术等。
在临床上，注射血管生长因子和干细胞移植也取得一定的效果。在一定条件下，链激酶也可作为辅助治疗。

## 预后
血栓闭塞性脉管炎是慢性进展性的疾病。患者不会有立即死亡的危险，但他们的期望寿命会比正常人缩短。虽然继续吸烟者的死亡率并不会增高，但他们截肢的危险是戒烟者的两倍。虽然该病患者的血管表现出严重的炎症反应，但一般抗炎药物如类固醇并没有良好的疗效，不过间断性低剂量给药有一定的消炎、止痛作用。类似的，抗凝药物如阿司匹林或其他代用品没有明显的消凝效果。目前已知唯一能够延缓疾病进展的方法只有戒烟。

## 知名患者
英国国王乔治六世在1948年底至1949年初被诊断患有血栓闭塞性脉管炎，他的两条腿都有病变涉及，但右腿更加严重。虽然乔治六世的医生为他设计了一系列治疗措施，但由于当时并不明确吸烟和血栓闭塞性脉管炎的关系，所以有长期重度吸烟史的乔治六世在患病后并没有戒烟，治疗也没有取得良好的效果。乔治六世在1952年2月6日因冠状动脉血栓形成逝世。